# Шапошников, Евгений Иванович
Евге́ний Ива́нович Ша́пошников (3 февраля 1942, хутор Большой Лог, Аксайский район, Ростовская область, РСФСР, СССР — 8 декабря 2020, Москва, Россия) — советский и российский военачальник, маршал авиации (26 августа 1991). Министр обороны СССР (август 1991 — февраль 1992), Главнокомандующий Объединёнными Вооружёнными силами СНГ (1992—1993), Главнокомандующий ВВС — заместитель Министра обороны СССР (1990—1991). Член ЦК КПСС (1990—1991).
Последний министр обороны СССР и последний из живших в России носителей звания маршала рода войск. Последний (по дате) в истории СССР, кому было присвоено воинское звание «маршал авиации» и вообще со словом «маршал» в наименовании.

## Биография
Родился 3 февраля 1942 года на хуторе Большой Лог Аксайского района Ростовской области. Русский.
В 1963 году окончил Харьковское высшее военно-авиационное училище лётчиков имени дважды Героя Советского Союза С. И. Грицевца. Служил в Прикарпатском военном округе. В 1966 году поступил в Военно-воздушную академию им. Ю. А. Гагарина, которую окончил в 1969 году. В период с 1971 по 1975 год служил заместителем командира авиационного полка по политической части, затем командиром полка. В 1975 году вернулся в Прикарпатский военный округ на должность заместителя командира авиационной истребительной дивизии, затем был назначен командиром дивизии. В 1979 году назначен заместителем командующего военно-воздушными силами Прикарпатского военного округа.
В 1984 году переведён на должность заместителя командующего ВВС Одесского военного округа, а с 1985 года назначен командующим ВВС округа.
В 1987 году назначен командующим ВВС Группы советских войск в Германии. Со следующего года принял командование 16-й воздушной армией в составе Группы советских войск в Германии. В 1988 году назначен заместителем Главнокомандующего ВВС, а 13 июля 1990 года Главнокомандующим ВВС — заместителем Министра обороны СССР. В 1990—1991 годах являлся членом ЦК КПСС.

### Министр обороны СССР
Во время событий 19—21 августа 1991 года предложил министру обороны СССР Язову вывести войска из Москвы и разогнать ГКЧП. 23 августа 1991 года, после провала ГКЧП, президент Горбачёв подписал указ о назначении Шапошникова министром обороны СССР и внёс данное решение на рассмотрение сессии Верховного Совета СССР. 26 августа присвоено воинское звание маршал авиации. 29 августа Верховный Совет СССР, согласно пункту 3 статьи 113 Конституции СССР, утвердил Шапошникова министром обороны. 23 августа вышел из КПСС и способствовал департизации Вооружённых сил СССР. С 1 октября по 25 декабря 1991 года — член Совета обороны при президенте СССР.
22 сентября направил докладную записку президенту СССР о снижении боеготовности Вооруженных Сил.
8 ноября 1991 года на заседании Президиума Верховного Совета РСФСР, обсуждавшем вопрос о введении режима чрезвычайного положения в Чечено-Ингушетии, высказался против применения авиации.
Признал Беловежское соглашение сразу же после его подписания. 21 декабря 1991 года одновременно с присоединением 9 республик СССР (кроме Грузии, Молдавии, Украины и ранее покинувших СССР республик Прибалтики) к Содружеству Независимых Государств (СНГ) был подписан протокол о возложении на Шапошникова командования Вооружёнными силами СССР «до их реформирования». Примерно с конца января 1992 года Министерство обороны распавшегося СССР стало фактически называть себя главным командованием Вооружённых сил СНГ. В последний раз Шапошников в качестве главы Министерства обороны СССР упомянут в указе президента России от 4 января 1992 года № 1 «Об отводе земельных участков в Московской области для малоэтажного строительства и садоводства для жителей города Москвы и области». Лишь 14 февраля 1992 года Совет глав государств СНГ официально назначил Шапошникова Главнокомандующим Объединёнными Вооружёнными силами (ОВС) СНГ, и только лишь 20 марта того же года на базе Министерства обороны СССР официально было создано Главное командование (Главкомат) ОВС СНГ.
В январе 1992 года на Всеармейском офицерском собрании (не имевшем никаких властных полномочий), проходившем в Государственном Кремлёвском дворце, в присутствии более четырёх тысяч офицеров Шапошников был обвинён в предательстве интересов военных. В знак протеста он заявил, что готов подать в отставку, и покинул зал.

### После 1992 года
По вопросам прав и полномочий у Шапошникова возникали трения с министром обороны Российской Федерации Павлом Грачёвым и руководителями других участников СНГ. 24 сентября 1993 года решением Совета глав государств СНГ пост Главнокомандующего ОВС был ликвидирован.
11 июня 1993 года указом президента России Шапошников был назначен секретарём Совета Безопасности России, но данное решение не было утверждено Верховным Советом Российской Федерации, как этого требовала ст. 14 Закона РФ № 2446-I «О безопасности», и в связи с этим Шапошников подал рапорт, в котором попросил Ельцина дезавуировать свое решение.
В начале октября 1993 года вошёл в состав военной группы штаба сторонников Б. Н. Ельцина (руководитель — заместитель министра обороны Константин Кобец), расположившейся в бывшем штабе Организации Варшавского договора. Участвовал в координации действий силовых структур по силовому разгону Съезда народных депутатов и Верховного Совета Российской Федерации. Считал, что «применение армии тогда спасло положение дел».
В октябре 1993 года вошёл в список кандидатов в Государственную думу первого созыва от Российского движения демократических реформ (не сумело преодолеть 5-процентный барьер). Сторонник интеграции оборонной промышленности стран СНГ, подписавших Договор о коллективной безопасности, и создания полноценных объединённых Вооружённых сил этих государств.
С января 1994 года по август 1996 года был представителем президента России в государственной компании по экспорту и импорту вооружений и военной техники «Росвооружение».
В октябре 1994 года избран заместителем председателя оргкомитета Единого движения социал-демократов (председатель — бывший секретарь ЦК КПСС А. Н. Яковлев), однако в учредительном съезде этой партии не участвовал и в её ряды не вошёл.
С ноября 1995 года по март 1997 года работал генеральным директором авиакомпании «Аэрофлот — российские международные авиалинии».

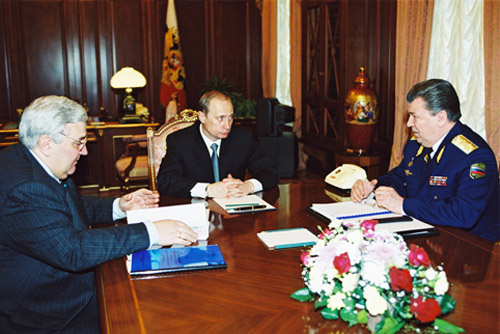
Евгений Шапошников (справа)
на встрече с Владимиром Путиным,
12 апреля 2000 года

С марта 1997 года по март 2004 года был помощником президента России.
С 2003 года до конца жизни — советник Генерального директора «ОКБ Сухого».
В ноябре 2006 года избран президентом партнёрства «Безопасность полётов».
Был членом попечительского совета Международного фонда экономических и социальных реформ; удостоен международного общественного ордена «Золотой сокол» за вклад в достижение согласия и дружбы между народами. Увлекался философией. Был женат, в семье трое детей.
Умер 8 декабря 2020 года в Москве. По данным СМИ, причиной смерти стала коронавирусная инфекция. Похоронен на Троекуровском кладбище.

## Критика
Народный депутат СССР (1989—1991) Виктор Алкснис:

Я прекрасно помню, как в мае—июне 1991 года я был у него в кабинете (Евгений Иванович тогда командовал ВВС), и он убеждал меня: «Ну что же вы, депутаты, говорильней занимаетесь? Дайте нам команду — мы всем этим демократам моментально башки посносим». А через 2 месяца выяснилось, что маршал Шапошников, оказывается, всегда был за демократию.— 

## Награды и почётные звания
- Орден Почёта (2 февраля 2002 года) — за большой вклад в укрепление обороноспособности страны и многолетнюю добросовестную службу[32]
- Орден Красной Звезды[27]
- Орден «За службу Родине в Вооружённых Силах СССР» II и III степени[27]
- Медали СССР[27]
- Заслуженный военный лётчик Российской Федерации (1992)[27]
- Премия Правительства Российской Федерации за значительный вклад в развитие Военно-воздушных сил (17 декабря 2012 года) — за организацию и руководство строительством и развитием Военно-воздушных сил на соответствующих командных должностях[33]

награды иностранных государств
- Орден «За храбрость» (Афганистан, 17.01.1991)
- Медаль «60 лет Монгольской Народной Армии» (МНР, 1981)
- Медаль «За укрепление дружбы по оружию» 2-й степени (ЧССР, 1985)
- Медаль «40 лет Победы над гитлеровским фашизмом» (НРБ, 1985)